# فلورالا (آلاباما)
فلورالا (به انگلیسی: Florala) شهری در شهرستان کاوینگتون ایالت آلاباما است که مساحت آن ۲۸٫۴۳ کیلومتر مربع است و در سرشماری سال ۲۰۱۰ میلادی، ۱٬۹۸۰ نفر جمعیت داشته و تراکم جمعیتی آن، ۶۹٫۶۴ نفر در هر کیلومتر مربع بوده است.